# 10863 Oye
10863 Oye este un asteroid din centura principală de asteroizi.

## Descriere
10863 Oye este un asteroid din centura principală de asteroizi. A fost descoperit pe 31 august 1995 la observatorul AMOS din Haleakala. Asteroidul prezintă o orbită caracterizată de o semiaxă mare de 2,94 ua, o excentricitate de 0,08 și o înclinație de 13,4° în raport cu ecliptica.